# ニコ・クラエセン
ニコラス・"ニコ"・ピーター・クラエセン（Nicolaas "Nico" Pieter Claesen, 1962年10月1日 - ）は、ベルギー・マースメヘレン出身の元サッカー選手。ポジションはFW。

## 経歴

### クラブ
1986年10月にスタンダール・リエージュから60万ポンドの移籍金でデビッド・プリート監督が指揮するトッテナム・ホットスパーFCへ移籍。しかし後に就任したテリー・ヴェナブルズからの信用を得ることが出来ず、1988年8月にロイヤル・アントワープFCへと55万ポンドで移籍した。

### 代表
1983年にサッカーベルギー代表に初招集されるとUEFA欧州選手権1984や1986 FIFAワールドカップ、1990 FIFAワールドカップのメンバーに選ばれた。1986年のワールドカップでは3ゴールを決め、ベルギー代表のベスト4に貢献した。

## タイトル
ロイヤル・アントワープ
- ベルギーカップ:1991-92